# 后现代状态
《后现代状态：关于知识的报告》（法語：La condition postmoderne: rapport sur le savoir，又译《后现代状况：关于知识的报告》）是哲学家让-弗朗索瓦·利奥塔于1979年所著的一本书，他在其中分析了后现代社会中的知识的概念，认为这是“宏大敘事”或元叙事的终结，他认为宏大叙事这是现代性的典型特征。利奥塔将“后现代主义”这个此前仅由艺术评论家使用的词语引入了哲学和社会科学中，其观察结果如下：“简化到极点，我们可以把对元叙事的怀疑看作是‘后现代’”。该书最初是由魁北克大学委托撰写的关于技术对精密科學影响的报告，颇具影响力。利奥塔后来承认，他对自己要撰写的科学知识“了解有限”，认为《后现代状态》是他最糟糕的书。

## 摘要
利奥塔批评诸如还原主义和人类历史的目的論（如启蒙运动和马克思主义）的元叙事，认为它们由于通信、大眾媒體和计算机科学领域的技术进步而变得站不住脚。人工智能和机器翻译等技术表明，後工業经济和与之相关的后现代文化的中心要素，已向語言和符号生产转移，它在西欧重建后的1950年代末兴起。其结果是产生了多种类型的论证的语言游戏（路德维希·维特根斯坦创造的词语:67）。同时，科学的真理目标被“表现力”和为资本或国家服务的效率所取代，科学产生了自相矛盾的结果，例如混沌理论，这一切都破坏了科学的宏大叙事。利奥塔偏爱这种相互竞争的小型叙事，以取代宏大叙事的極權主義。

## 反响
《后现代状态》颇具影响力。但是，利奥塔后来承认，他对所写的科学知识的了解“非常有限”，为了弥补这一知识空白，他“编造故事”并引用了许多他实际上没有读过的书。回想起来，他称之为“戲仿”，“简直是我所有书中最差的”。诗人弗雷德里克·特纳（Frederick Turner）写道，像许多后结构主义作品一样，《后现代状态》“经不起考验”。但是，他认为它比其他后结构主义的作品更具可读性，并称利奥塔“以一种活泼和经济的方式涵盖了很多领域”。